# Namsenbach
Namsenbach ist ein Ortsteil der Stadt  Nabburg im Oberpfälzer Landkreis Schwandorf (Bayern).

## Geografie
Namsenbach liegt ungefähr 300 Meter nördlich der Staatsstraße 2156, etwa 1,5 Kilometer östlich der Bundesautobahn 93 und ungefähr drei Kilometer östlich von Nabburg am Ufer des Aschbachs, der im Wald östlich von Namsenbach entspringt und ungefähr drei Kilometer weiter südwestlich in die Naab mündet.
Namsenbach liegt an der seit dem frühen Mittelalter wichtigen West-Ost-Verbindung von Nürnberg über Amberg – Nabburg – Venedig (Nabburg) – Namsenbach – Mitteraich – Weidenthal – Trichenricht – Maximilianshof – Schönsee nach Bischofteinitz in Böhmen.
Ihre Namen „Saustraß“ bei Maximilianshof und „Sautreibergasse“ zwischen Weidenthal und Teunz, Spatzenmühle und Eisberg, Dietersdorf und Landesgrenze deuten auf die Viehtransporte hin, die diesen Weg nahmen. Zwischen Nabburg und Amberg verlief diese Straße auf zwei verschiedenen Routen, die sich in Etsdorf kreuzten. Die eine Route führte über Amberg – Krumbach – Engelsdorf – Paulsdorf – Altenricht – Buchenöd – Etsdorf – Trisching – Etzelhof nach Nabburg. Die andere Route wurde im Volksmund „Zigeunerweg“ oder auch „Steinköppel“ genannt. Sie verlief von Amberg über Moos – Hiltersdorf – Holzhaus – Kohlmühle – Etsdorf – Inzendorf – Brudersdorf – Diepoltshof nach Nabburg.

## Geschichte
Erstmals wird Namsenbach (auch: Nemssenbach, Nembsenbach, Neinbsenbach, Nämbsenbach) im Urbar von 1444 schriftlich erwähnt und auch im Salbuch von 1473/75 aufgeführt.
1513 hatte Namsenbach 2 Höfe, 2 Halbhöfe; 1596 (zusammen mit Neusath) einen ganzen Hof, 5 Halbhöfe, 1 Söldengütl; 1606 (zusammen mit Neusath) 2 Höfe, 2 Halbhöfe, 3 Güter, 1 Pferd, 1 Fohlen, 10 Ochsen, 17 Kühe, 20 Rinder, 1 Schwein, 164 Schafe und 10 Frischlinge.
1721 hatte Namsenbach 4 Anwesen im Hoffuß, 5 Häuser, 5 Feuerstätten; 1762 4 Herdstätten, 2 Inwohner und ein Hirtenhaus; 1792 hatte es 6 hausgesessene Amtsuntertanen.
1811 gehörte Namsenbach neben Perschen, Neusath, Haselhof und Richtmühle zum Steuerdistrikt. Außerdem gehörte Namsenbach zur Obmannschaft Tauchersdorf.
1819 war die Gemeindebildung in Bayern abgeschlossen und das erste Verzeichnis der bestehenden Gemeinden des Landgerichtes Nabburg lag vor. In diesem wird Namsenbach mit zehn Familien als zur Ruralgemeinde des offenen Landes Diendorf zugehörig aufgeführt. 1828 gehörte Namsenbach mit 6 Wohngebäuden, 8 Familien und 57 Einwohnern zur Landgemeinde Diendorf, zur Filialkirche in Perschen und zur katholischen Schule in Perschen. Alle Einwohner waren katholisch.
Zum Stichtag 23. März 1913 gehörte Namsenbach zur Pfarrei Nabburg. Es hatte 7 Häuser und 47 Einwohner.
1964 hatte Namsenbach 5 Wohngebäude und 30 Einwohner und gehörte zur Landgemeinde Diendorf und zum Landkreis Nabburg.
Zum 1. Juli 1972 wurde der Landkreis Nabburg aufgelöst und Namsenbach gelangte als Teil der Gemeinde Diendorf in den neu gebildeten Landkreis Schwandorf.
Am 1. Januar 1975 wurde Namsenbach als Teil der Gemeinde Diendorf in die Stadt Nabburg eingegliedert.
Am 31. Dezember 1990 hatte Namsenbach 41 Einwohner und gehörte zur Pfarrei Nabburg.

## Kultur und Sehenswürdigkeiten
Beim Haus Nr. 2 in Namsenbach befindet sich ein Steinbildstock aus dem 16. Jahrhundert mit Kreuzigungsrelief. Es handelt sich um eine ursprüngliche Gemarkungssäule.